# Neuvillalais
Neuvillalais är en kommun i departementet Sarthe i regionen Pays de la Loire i nordvästra Frankrike. Kommunen ligger i kantonen Conlie som tillhör arrondissementet Mamers. År 2022 hade Neuvillalais 593 invånare.

## Befolkningsutveckling
Antalet invånare i kommunen Neuvillalais
| Referens: INSEE |